# Alessandro d'Alessandro
Alessandro d'Alessandro (o Alessandri) (Napoli, 1461 – Roma, 1523) è stato un umanista e giurista italiano.
Tra i maggiori membri dell'Accademia Pontaniana e tra i più grandi romanisti del suo tempo, a lui si devono – tra gli altri – , le ricerche sulle leggi delle XII tavole, che descrisse nella sua opera più importante, Dies geniales, commentata e tradotta in varie lingue da eminenti giuristi europei.

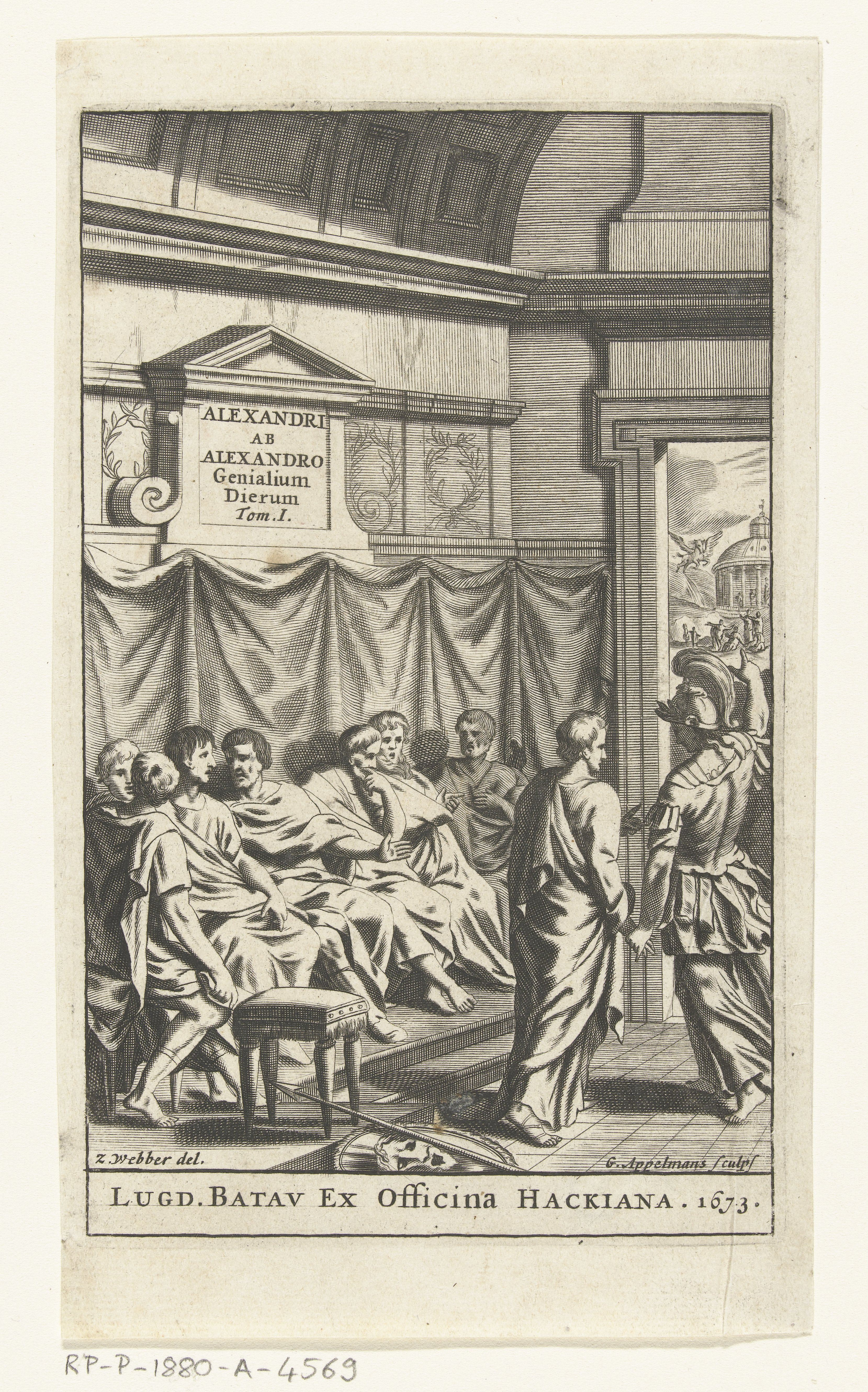
Alessandro d'Alessandro, Genialium dierum, tom. I, Lugduni Batavorum, ex officina Hackiana, 1673

## Biografia

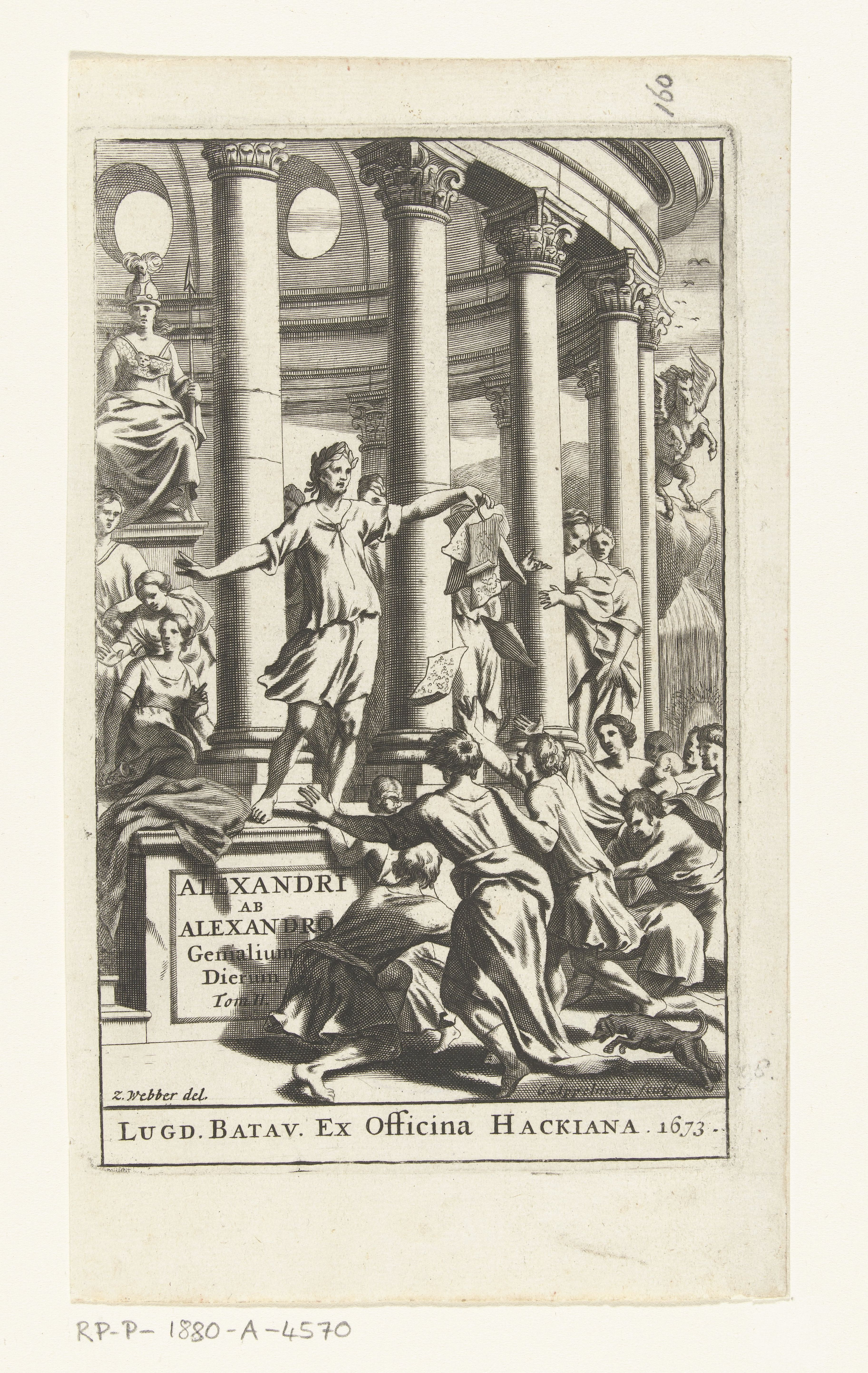
Alessandro d'Alessandro, Genialium dierum, vol. 2, Lugduni Batavorum, ex officina Hackiana, 1673 (frontespizio)

Nato a Napoli nel 1461, fu discepolo a Roma di Francesco Filelfo, dal quale apprese la filosofia e il metodo umanistico, che poi, abbandonata la professione forense, egli portò nello studio del diritto. Per i suoi tempi, è uno dei precursori della nuova scuola giuridica, che fu detta della culta giurisprudenza. Infatti nella sua opera principale, Genialium dierum, condotta sul modello delle Noctes Atticae di Aulo Gellio, Alessandro tenta anche una restituzione delle leggi delle XII tavole, precorrendo così nel loro metodo Andrea Alciato e Jacques Cujas.